# Xã Center, Quận Wapello, Iowa
Xã Center (tiếng Anh: Center Township) là một xã thuộc quận Wapello, tiểu bang Iowa, Hoa Kỳ. Năm 2010, dân số của xã này là 26.707 người.